# Arcenant
Arcenant ist eine französische Gemeinde mit 510 Einwohnern (Stand: 1. Januar 2022) im Département Côte-d’Or in der Region Bourgogne-Franche-Comté (vor 2016 Burgund); sie gehört zum Arrondissement Beaune und zum Kanton Nuits-Saint-Georges.

## Geographie
Arcenant liegt etwa 20 Kilometer südsüdwestlich von Dijon. Umgeben wird Arcenant von den Nachbargemeinden Chevannes im Norden, Meuilley im Osten und Nordosten, Marey-lès-Fussey im Südosten, Fussey im Süden und Westen  sowie Détain-et-Bruant im Westen und Nordwesten.

## Bevölkerung
| Jahr                       | 1962 | 1968 | 1975 | 1982 | 1990 | 1999 | 2006 | 2011 | 2016 |
| Einwohner                  | 260  | 271  | 233  | 257  | 414  | 451  | 474  | 506  | 510  |
| Quellen: Cassini und INSEE |      |      |      |      |      |      |      |      |      |

## Sehenswürdigkeiten
- Kirche Saint-Martin aus dem 14. Jahrhundert
- Priorat aus dem 13. Jahrhundert

## Einzelnachweise

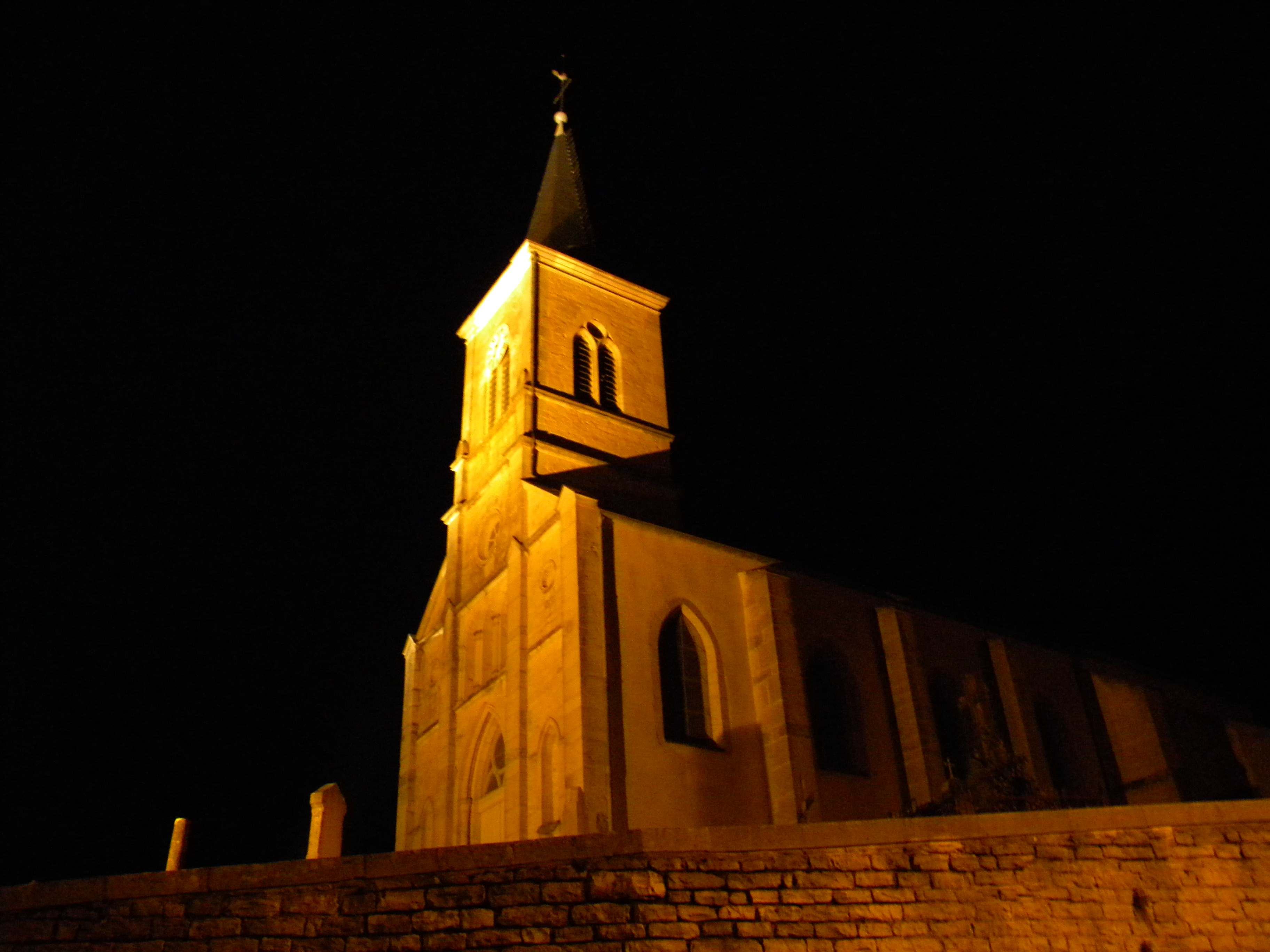
Kirche Saint-Martin